# فرانك ونايت
فرانك ونايت (بالإنجليزية: Frank Knight)‏ هو عالم طيور أسترالي، ولد في 1941 في Port Hedland, Western Australia ‏ في أستراليا.